# Elsa Cirigliano
Elsa Asunción Cirigliano là một phụ nữ Venezuela, vợ của cựu Tổng thống Fernando Romeo Lucas García.
Cô đã kết hôn bí mật vào ngày 12 tháng 10 năm 1978 với Fernando Romeo Lucas García, tại Nhà Tổng thống, vài tháng sau khi ông đảm nhận chức Chủ tịch của Guatemala. Sau những sự kiện dẫn đến việc lật đổ chồng, họ trốn sang Venezuela, nơi họ ở lại cho đến khi Romeo Lucas García qua đời vào năm 2006.